# جان پلومن
جان پلومن (انگلیسی: Jon Plowman؛ زادهٔ ۴ ژوئیهٔ ۱۹۵۳) تهیه‌کننده فیلم و تهیه‌کننده تلویزیونی اهل بریتانیا است.
از فیلم‌ها یا مجموعه‌های تلویزیونی که وی در آن‌ها نقش داشته است، می‌توان به بده من بده من بده من، اداره، سیاهی‌لشکر، داخل شماره ۹ و وحشتناک‌ترین قتل اشاره نمود.